# Tyresö Fotbolls Förening
Il Tyresö Fotbolls Förening, conosciuto come Tyresö FF, è una squadra svedese di calcio con sede a Bollmora, nella municipalità di Tyresö. Il club è stato fondato nel 1971.
Nel 2008 il club ha militato in terza divisione svedese, tuttavia il massimo risultato ottenuto dalla squadra è la vittoria nel primo Campionato svedese di calcio a 5 nella stagione 2003/2004.

## Palmarès
- 1 SM i futsal: 2004